# 콘래드 워딩턴
콘래드 핼 워딩턴(1905년 11월 8일 ~ 1975년 9월 26일)은 영국의 발생학자, 발생생물학자, 고생물학자·유전학자, 철학자로, 시스템 생물학·후성유전학·진화발생생물학의 기초를 다졌다.
신다윈주의를 거세게 비판했다. 유전적 동화 현상을 발견한 업적으로 널리 알려졌는데, 테오도시우스 도브잔스키·에른스트 마이어 등 주요 진화생물학자들은 워딩턴이 이 개념을 동원하여 라마르크주의, 즉 용불용설에 따른 획득형질의 유전을 옹호하려 한다고 보았다. 유전적 동화 현상 자체는 다윈주의를 거스르지 않으며 워딩턴도 이에 동의하기는 했지만, 신다윈주의의 단순한 설명은 불충분하다고 보았다.
시·회화 등에 두루 관심이 있었으며 정치적으로는 좌파였다. 저서 《과학적 태도》(The Scientific Attitude, 1941)에서 경제 계획 등 정치적 주제를 다루었고, 마르크스주의를 "심오한 과학 철학"이라고 칭송하기도 했다.

## 생애

### 유년기
1905년 11월 8일 이브셤에서 태어났다. 아버지는 핼 워딩턴(Hal Waddington), 어머니는 메리 엘렌 (워너) 워딩턴(Mary Ellen (Warner) Waddington)이었다. 친구들에게는 "워드(Wad)", 가족들에게는 "콘(Con)"이라고 불렸다. 어릴 때 아버지가 인도 케랄라주 와야나드 지구(Wayanad district)의 차 농장에서 일하게 되어 약 3살 때까지 인도에서 살았다. 4살이 되던 해인 1910년에는 잉글랜드로 옮겨가 이모, 삼촌, 퀘이커교도 할머니 등 가족과 함께 지냈다. 부모는 1928년까지 인도에 머물렀다. 어린 시절 워딩턴은 먼 친척이자 동네 약사였던 도그 박사(Dr. Doeg)를 "할아버지"라고 부르면서 잘 따랐다. 도그 박사는 화학에서 지질학에 이르기까지 과학을 폭넓게 소개해 주었다.

### 경력
대학에서 에릭 존 홀미아드(Eric John Holmyard)에게 화학을 집중적으로 배웠다. 홀미아드는 "화학 교육의 천재"였지만, 그뿐만 아니라 "알렉산드리아 영지주의자"와 "아랍 연금술사들"의 저술도 소개해 주었다. 형이상학 수업을 받으면서 워딩턴은 전체론적으로 상호연관된 체계들이 있음을 처음 인식하게 되었다. 그는 젊었을 때 받은 교육이 1920-30년대 앨프리드 노스 화이트헤드의 철학을 배우고 1940년대 노버트 위너 등이 발전시킨 사이버네틱스를 익히는 준비 과정이 되어 주었다고 회고했다.
클리프턴 칼리지와 시드니 서섹스 칼리지에 다니면서 자연과학 학위 시험(tripos)을 치러 1926년 지질학 2부 수석을 차지했다. 1928년에는 케임브리지 대학교에서 "남녀 자연과학 학생들이 도덕철학과 형이상학을 연구하도록 장려"하려고 마련한 아놀드 게르스텐베르크 장학금을 받았다. 동물학 강사직을 맡았고 1942년까지 크라이스츠 칼리지의 펠로우로 있었다. 그레고리 베이트슨, 발터 그로피우스, C. P. 스노, 솔리 주커만, 조지프 니덤, 존 데스몬드 버날 등과 친구로 지냈다. 처음에는 고생물학에 관심을 가졌다가 이후 생물의 유전과 발생을 탐구했으며 철학도 공부했다.
제2차 세계 대전 중 영국 왕립 공군의 운용과학 연구에 참여했으며, 1944년부터 1945년까지 영국 공군 해안사령부(RAF Coastal Command) 사령관의 과학 고문으로 일했다.
전쟁이 끝나고 1947년에 에든버러 대학교에서 프랜시스 앨버트 엘리 크루(Francis Albert Eley Crew)의 뒤를 이어 동물 유전학 교수가 되었다. 1960-1961년에는 웨슬리언 대학교 고등연구센터(Center for Advanced Studies) 교수로 있었고., 1970년에는 버펄로 대학교 앨버트 아인슈타인 과학 석좌교수가 되어 약 2년간 일했다. 이 기간을 제외하고는 1975년 9월 26일 사망하기까지 에든버러에서 지냈다.
워딩턴의 개인 논문은 대부분 에든버러 대학교 도서관에 보관되어 있다. 발생생물학과 유전학 분야에서 남긴 업적을 기려, 영국 발생생물학회에서는 1998년부터 매년 워딩턴 메달을 수여한다.

### 가족
워딩턴은 두 번 결혼했다. 첫 아내와 결혼해서 낳은 아들 C. 제이크 워딩턴은 미네소타 대학교 물리학 교수가 되었다. 1936년 이혼한 뒤 작가 앰버 리브스의 딸이자 건축가인 저스틴 블랑코 화이트와 재혼하여 두 딸을 낳았다. 첫째 딸 캐롤라인 험프리는 인류학자, 둘째 딸 두사 맥더프는 수학자가 되었다.

## 진화
1935년 워딩턴은 유전학을 배우러 캘리포니아에 있는 토머스 헌트 모건의 초파리 연구실로 갔다. 양서류 신경관을 유도하는 분자를 찾으려는 노력에서 비롯한 일이었는데, 1930년대 초 많은 발생학자가 골몰하던 문제였으나 당시 기술로는 어려웠으므로 대부분은 차츰 멀어졌다. 당시 발생학자들이 대체로 유전자란 눈 색처럼 대수롭지 않은 표현형에나 관여하는 사소한 요소라고 보았던 것과 달리, 워딩턴은 발생학 문제의 해답이 유전학에 있다고 생각하기에 이르렀다.
1930년대 후반, 워딩턴은 유전자 조절 인자들이 어떻게 발생학적 현상을 일으키는지 형식적 모형을 만들었다. 또 초파리 날개 발생에 영향을 미치는 돌연변이를 체계적으로 분석함으로써 초파리의 발생 기제를 연구할 수 있음을 보였다. 1930년대 말에 이르러 특히 많은 업적을 남겼다. 이를테면 세포 표현형에 영향을 미치는 돌연변이를 발견하기도 했고, 처음으로 "발생후성유전학(developmental epigenetics)" 교과서를 쓰기도 했다. (오늘날 쓰임새와 달리 '후성유전학'이라는 용어는 당시 유전자 활성이 바깥으로 어떻게 드러나는지 연구하는 학문을 가리키는 말로 쓰였다.)
워딩턴은 생물이 유전자형이나 환경이 변하더라도 똑같은 표현형을 만들어내는 능력을 가리켜 운하화라고 규정했다. 또 환경 스트레스에 반응하여 동물의 발생 양상이 바뀌고 나아가 유전적으로 고정되는 현상인 유전적 동화를 관찰하고 기술하였다.

### 후성적 풍경
워딩턴은 유전자 조절이 발생에 영향을 미치는 방식을 설명하기 위해 후성적 풍경이라는 비유를 고안했다. 이는 그가 40년 동안 철길·물길 등 다양한 시도를 거쳐 발전시킨 비유로, 생물의 발생이란 마치 비탈을 굴러내려가는 구슬 무더기와 같다는 것이다. 구슬이 비탈길의 골짜기를 따라 내려와서 도달하게 되는 낮은 지점들은 세포의 궁극적인 운명 즉 조직 유형을 나타낸다. 워딩턴은 이러한 과정을 나타내기 위해 크레오드(creode)라는 용어를 만들었다. 워딩턴의 아이디어는 실험에 기반을 둔 것이었다. 그는 돌연변이가 세포 분화에 영향을 미칠 수 있고, 이로써 후성적 지형을 조절할 수 있음을 밝혔다. 워딩턴은 진화를 논할 때 이 비유를 거론하며, (이전에 에른스트 헤켈이 그랬듯이) 진화란 주로 발생 해부학에 영향을 미치는 돌연변이를 통해 일어나는 법이라고 강조했다.

### 유전적 동화

워딩턴의 유전적 동화를 라마르크주의적 용불용설, 다윈주의적 자연선택, 그리고 볼드윈 효과와 비교한 그림. 모두 환경이 변할 때 생물이 어떻게 유전적 변화를 일으켜 적응하는지 설명하는 이론이다.

워딩턴은 유전적 동화라는 진화 과정이 있어 획득형질이 다윈주의적으로 유전될 수 있다고 제안했다. 그는 초파리 실험으로 이를 뒷받침했다. 초파리 배아에 열충격을 주면 일부가 날개 교차맥이 없는(crossveinless) 성체로 자라나는데, 이러한 개체만을 골라 몇 세대 동안 교배하면 열처리 없이도 같은 특징을 나타내는 초파리가 태어나기 시작한다. 이는 처음에 겉으로 드러나지 않았던 유전 변이들이 고정되어, 워딩턴의 표현을 빌리자면 "동화"되었기 때문이다.

### 라마르크주의와 신다윈주의
워딩턴의 유전적 동화 이론은 논쟁에 휩싸였다. 진화생물학자 테오도시우스 도브잔스키와 에른스트 마이어는 워딩턴이 라마르크주의를 옹호하려고 유전적 동화 개념을 동원한다고 생각했다. 그들은 워딩턴이 그저 개체군에 처음부터 있었던 유전 변이의 자연선택을 관찰했을 따름이라고 주장했다. 반면 다른 학자들은 유전적 동화가 겉으로 언뜻 라마르크주의적으로 보일 뿐, 사실 표현형 가소성의 진화에 해당하는 특별한 경우에 지나지 않는다고 보았다.
워딩턴은 스스로 다윈주의자라고 밝혔지만, 신다윈주의 진화론에 대해서는 비현실적이고 '원자론적'이라고 비판했다. 그는 유전자가 폭넓게 상호작용한다는 사실을 신다윈주의자들이 간과하고 있으며, 특히 돌연변이가 무작위로 일어난다고 잘못 가정하고 있다고 보았다. 그는 신다윈주의적 진화 종합이론을 넘어, 자신의 연구를 바탕으로 한 확장된 진화 종합 이론이 필요하다고 주장했다.

## 조직 활동
워딩턴은 생물학이라는 분과의 발전을 위해 적극 노력했다. 전쟁 시기 과학의 역할을 주제로 글을 썼고, 생물학 분야를 대변하는 여러 전문 기관을 설립하는 데 기여했다. 1969년에는 스코틀랜드 문학 및 구전 전통 교수인 존 맥퀸과 함께 에든버러 대학교 고등인문학연구소(Institute for Advanced Studies in the Humanities)를 설립했고, 1972년에는 에든버러 대학교 인간생태학센터(Centre for Human Ecology)를 설립했다.

## 예술
워딩턴은 1950년대의 예술과 과학 모두에 아울러 발을 담갔던 구시대적 지식인이었으며 폭넓은 저술 활동을 했다. 그의 저서 《보이는 것 너머: 20세기 회화와 자연과학의 관계에 대한 연구》(Behind Appearance; a Study of the Relations Between Painting and the Natural Sciences in This Century, 1969)는 훌륭한 그림을 여럿 싣고 있으며 내용도 여전히 읽을 만하다.

## 사진

50세 생일에 동료들이 선물한 사진첩 페이지들
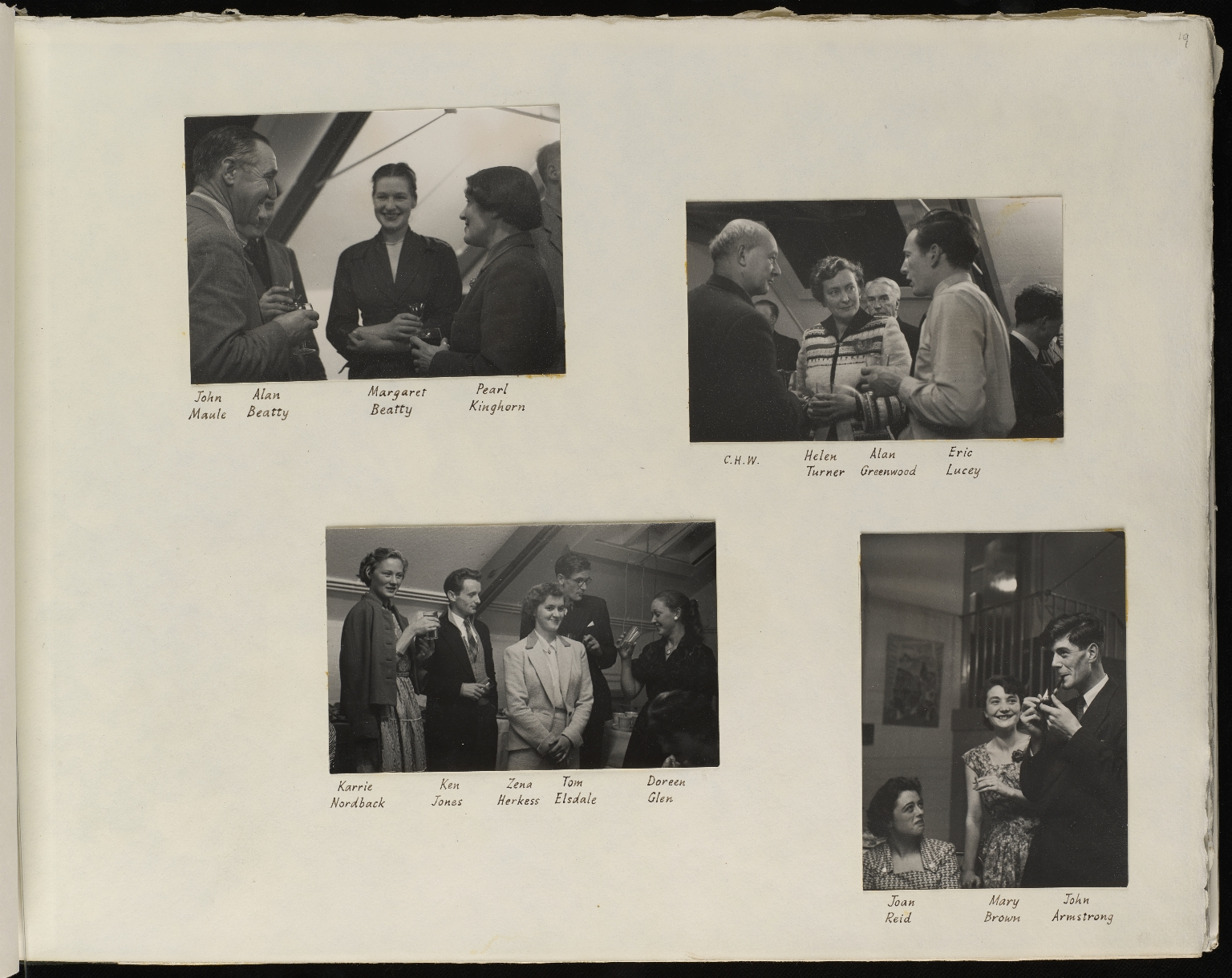
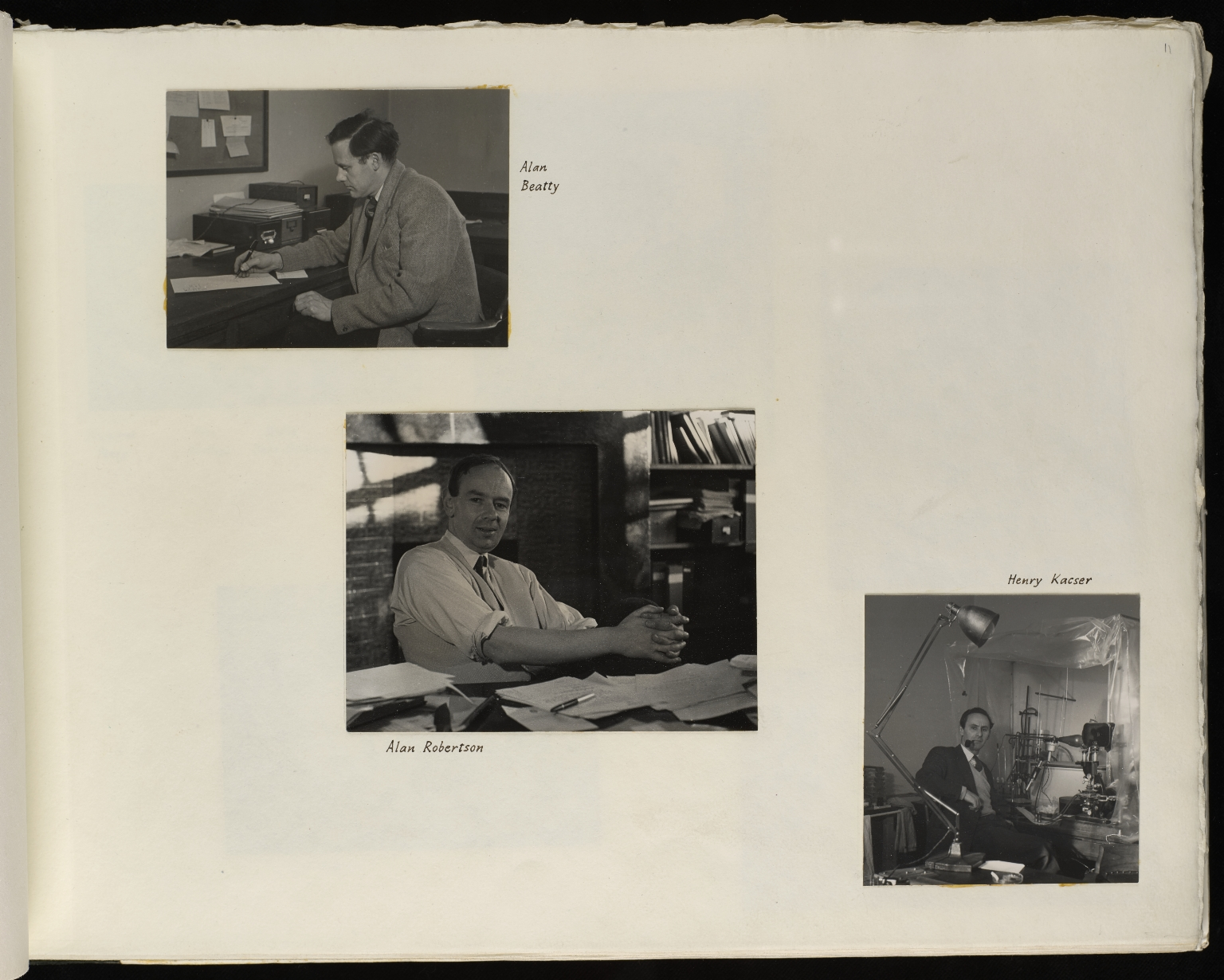
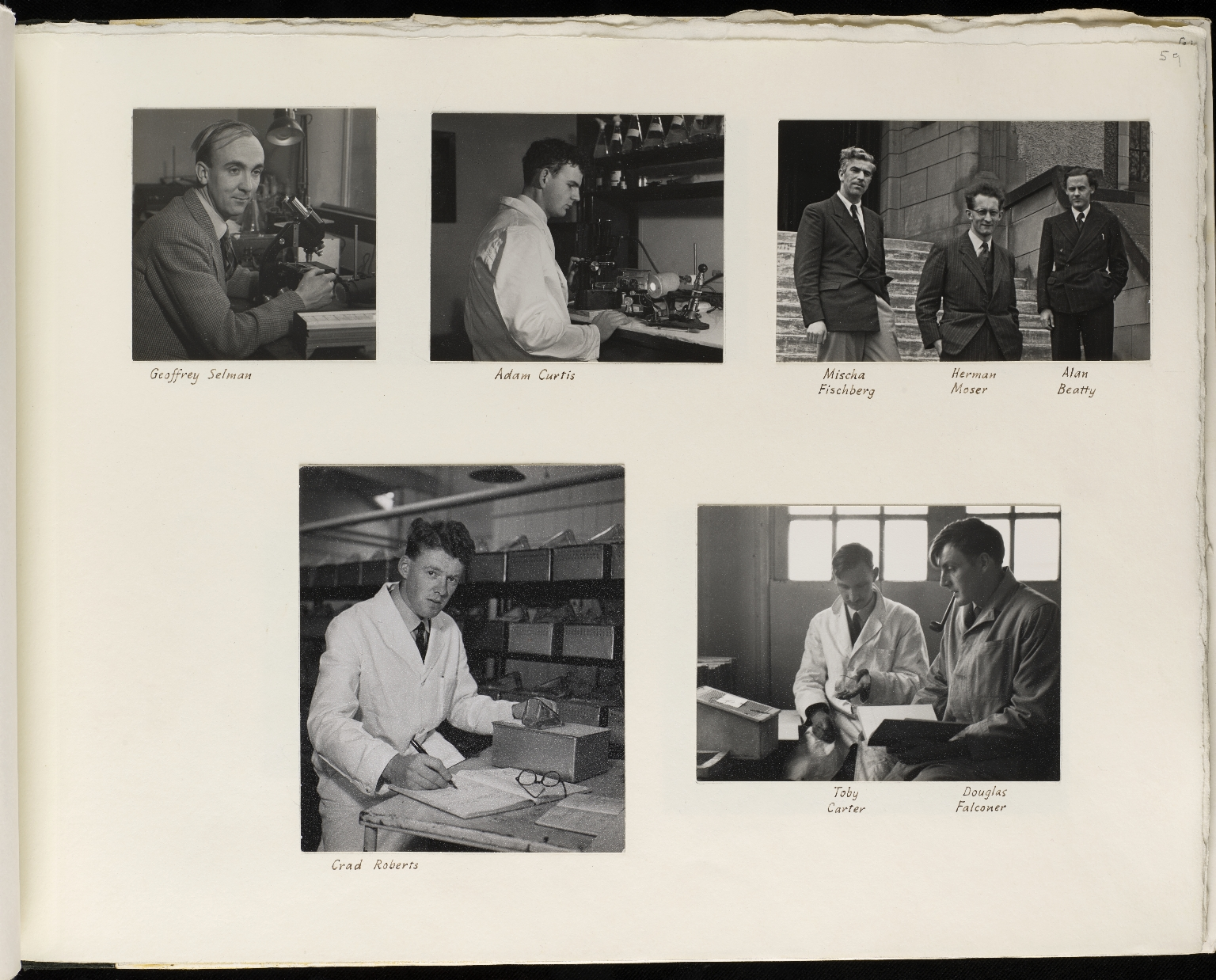

## 저작선

### 도서
- Waddington, C. H. (1939). An Introduction to Modern Genetics. London : George Alien & Unwin.
- ––– (1940). Organisers & Genes. Cambridge: Cambridge University Press.
- ––– and others 《Science and Ethics》. George Allen & Unwin. 1942  – 인터넷 아카이브 경유.
- ––– (1946). How Animals Develop. London : George Allen & Unwin.
- ––– 《The Scientific Attitude》 2판. Pelican Books. 1948  – 인터넷 아카이브 경유.
- ––– (1953). The Epigenetics of birds. Cambridge : Cambridge University Press.
- ––– (1956). Principles of Embryology. London : George Allen & Unwin.
- ––– (1957). The Strategy of the Genes. London : George Allen & Unwin.
- ––– (1959). Biological Organisation Cellular and Subcellular : Proceedings of a Symposium. London: Pergamon Press.
- ––– (1960). The Ethical Animal. London : George Allen & Unwin.
- ––– (1961). The Human Evolutionary System. In: Michael Banton (Ed.), Darwinism and the Study of Society. London: Tavistock.
- ––– (1961). The Nature of Life. London : George, Allen, & Unwin.
- ––– (1962). New Patterns in Genetics and Development. New York: Columbia University Press.
- ––– (1966). Principles of Development and Differentiation. New York: Macmillan Company.
- ––– (1970). 72). Behind Appearance : A Study in the Relationship Between Painting and the Natural Sciences in this Century. The MIT Press.
- –––, ed. (1968–72). Towards a Theoretical Biology. 4 vols. Edinburgh: Edinburgh University Press.
- –––, Kenny, A., Longuet-Higgins, H.C., Lucas, J.R. (1972). The Nature of Mind, Edinburgh: Edinburgh University Press (1971-3 에든버러 기포드 강연, online)
- –––, Kenny, A., Longuet-Higgins, H. C., Lucas, J. R. (1973). The Development of Mind, Edinburgh: Edinburgh University Press (1971-3 Gifford Lectures in Edinburgh, online)
- ––– (1973) O.R. in World War 2: Operational Research Against the U-Boat. London: Elek Science.
- –––, & Jantsch, E. (Eds.). (1976). (사후 출판). Evolution and Consciousness: Human Systems in Transition. Addison-Wesley.
- ––– (1977) (사후 출판). Tools for Thought. London: Jonathan Cape.

### 논문
- Waddington, C. H. (1942). Canalization of development and the inheritance of acquired characters. Nature 150 (3811):563–565.
- --- (1946). Human Ideals and Human Progress. World Review August:29-36.
- ––– & Carter T. C. (1952). Malformations in mouse embryos induced by trypan blue. Nature 169 (4288):27-28.
- ––– (1952). Selection of the Genetic Basis for an Acquired Character. Nature 169 (4294):278.
- ––– (1953). Genetic assimilation of an acquired character. Evolution  7:118–126.
- ––– (1953). Epigenetics and evolution. Symposia of the Society of Experimental Biology 7:186–199.
- ––– (1956). Genetic assimilation of the bithorax phenotype. Evolution 10:1–13.
- ––– (1961). Genetic assimilation. Advances in Genetics 10:257–290.
- ––– & Russell J Cowe (1969). Computer Simulation of a Mulluscan Pigmentation Pattern. Journal of Theoretical Biology July pp 219-225.
- ––– (1974). A Catastrophe Theory of Evolution. Annals of the New York Academy of Sciences 231:32–42.
- ––– (1977).(사후 출판). Whitehead and Modern Science. Mind in Nature: The Interface of Science and Philosophy. Ed. John B. Cobb and David R. Griffin. University Press of America.

## 내용주
1. ↑  따지고 보면 1995년 크리스티아네 뉘슬라인폴하르트와 에릭 F. 위샤우스에게 노벨 의학상을 안겨준 연구가 바로 이와 같이 이루어졌던 셈이다.[14][15]